# Untersturmführer

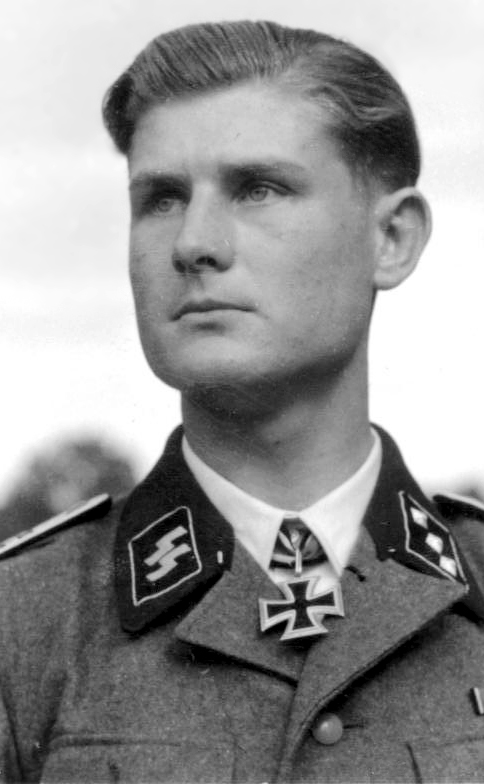
Werner Wolff, portant l'uniforme de SS-Untersturmführer de la Waffen-SS. Russie, septembre 1943.

Untersturmführer (abréviation Ustuf) était un grade paramilitaire de la SS, créé en juillet 1934. Il peut être assimilé à l'ancien grade de la SA, le Sturmführer, créé en 1921. 

## Histoire
L'Untersturmführer est le premier grade d'officier pour la SS, ce qui équivaut à un grade de sous-lieutenant dans d'autres organisations militaires. 
En raison de l'importance de la direction de l'organisation pour les SS, l'obtention du grade de Untersturmführer nécessitait un processus de sélection et de formation différent de celui prévu pour les promotions au sein de la troupe.
Au départ, l'obtention du grade de Untersturmführer était systématique lorsqu'un membre enrôlé de la SS était prêt à assumer une fonction d'encadrement en tant qu'officier. L'Untersturmführer était aussi parfois un grade octroyé à ceux qui désiraient devenir directement officier. Ce fut souvent le cas dans les organisations de sécurité, telles que la Gestapo et le SD.
En 1938, l'importance de la SS rendit nécessaire la création d'une formation d'officier bien définie et différente selon qu'on appartenait à la SS-Verfügungstruppe (renommée Waffen-SS en 1940) ou à une autre branche de la SS.

## Insignes de grade

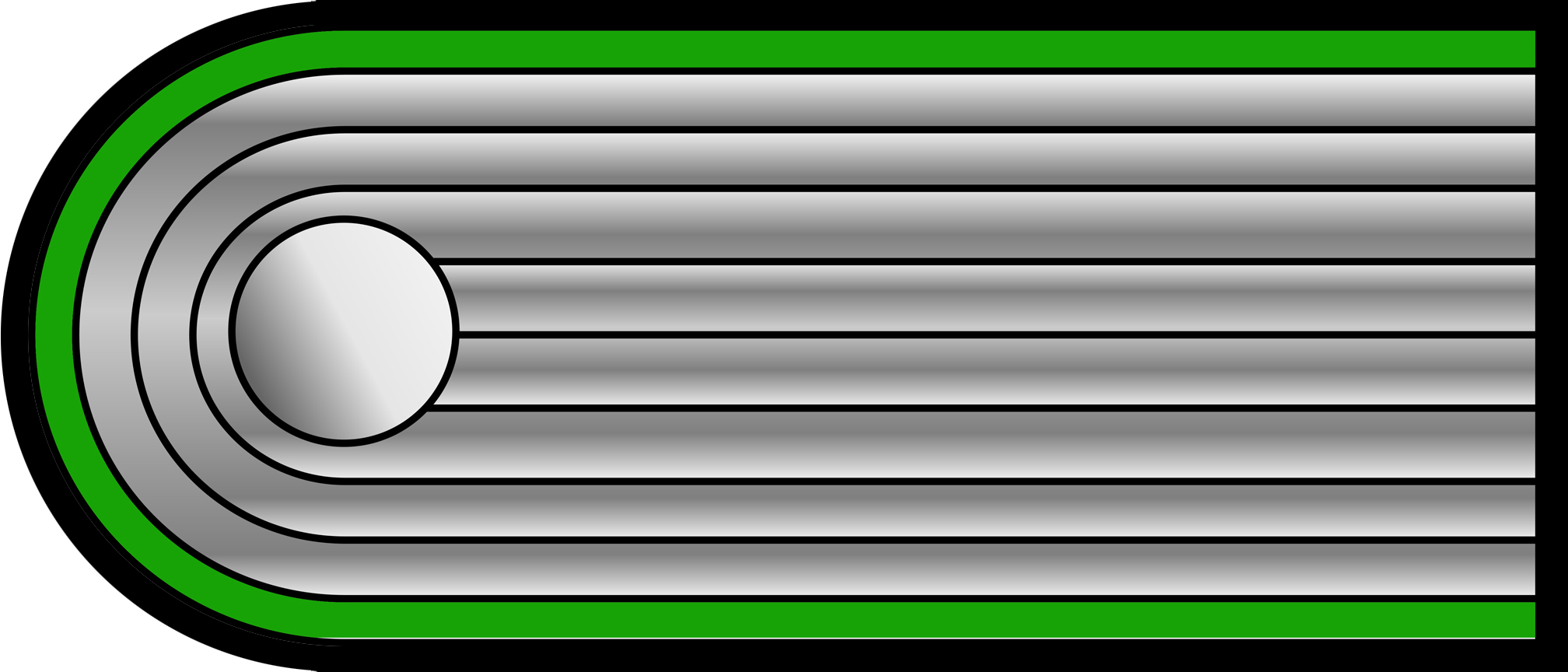
Patte d'épaule droite.
Pattes de collet.
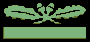
Sur tenue de camouflage.

## Équivalents
- Heer et Luftwaffe (dans la Wehrmacht) : Leutnant
- Armée française : sous-lieutenant

## Liste d'Untersturmführer
- Karl Brandt (1904-1948), médecin personnel d'Hitler, Untersturmführer de la Waffen-SS mais SS-Brigadeführer.
- Heinz Brücher (1915-1991), directeur de l'Institut SS de génétique des plantes, participa à une opération de biopiraterie sur le front de l'Est avant de s'exiler en Argentine après la guerre.
- Fritz Darges (1913-2009), aide de camp d'Adolf Hitler.

- Léon Gaultier (1915-1997), cofondateur de la Milice française, Untersturmführer de la Waffen-SS et cofondateur du Front national après guerre.
- Hanns Martin Schleyer (1915-1977), après-guerre représentant du patronat avant d'être assassiné par la RAF.
- Julius Viel (1918-2002), membre de la Waffen-SS condamné en 2001 à douze ans de prison pour crime de guerre.
- Alexandre Villaplane (1905-1944), ancien capitaine de l'équipe de France de football et Untersturmführer de la Légion nord-africaine en 1944.